# HMS Osiris (S13)
Pour les autres navires du même nom, voir HMS Osiris.
Le HMS Osiris (pennant number : S13) est un sous-marin britannique de classe Oberon de la Royal Navy.

## Conception
La classe Oberon était une suite directe de la classe Porpoise, avec les mêmes dimensions et la même conception externe, mais des mises à jour de l'équipement et des accessoires internes, et une qualité d'acier supérieure utilisée pour la fabrication de la coque pressurisée. 
Conçus pour le service britannique, les sous-marins de classe Oberon mesuraient 241 pieds (73 m) de longueur entre perpendiculaires et 295,2 pieds (90 m) de longueur hors-tout, avec un maître-bau de 26,5 pieds (8,1 m) et un tirant d'eau de 18 pieds (5,5 m). Le déplacement standard était de 1 610 tonnes ; à pleine charge, il était de 2 030 tonnes en surface et 2 410 tonnes en immersion. Les machines de propulsion comprenaient 2 générateurs diesel Admiralty Standard Range 16 VTS et deux moteurs électriques de 3000 chevaux-vapeur (2 200 kW), chacun entraînant une hélice tripale de 7 pieds (2,1 m) de diamètre allant jusqu'à 400 tours par minute. La vitesse maximale était de 17 nœuds (31 km/h) en immersion et de 12 nœuds (22 km/h) en surface. Huit tubes lance-torpilles de 21 pouces (533 mm) de diamètre étaient installés, six tournés vers l'avant, deux vers l'arrière, avec une dotation totale de 24 torpilles. Les bateaux étaient équipés de sonars de type 186 et de type 187 et d'un radar de recherche de surface en bande I. L'effectif standard était de 68 hommes, 6 officiers et 62 marins.

## Engagements
Le HMS Osiris fut construit par Vickers-Armstrongs. Sa quille fut posée le 26 janvier 1962 et il fut lancé le 29 novembre 1962. Il est mis en service dans la Royal Navy le 11 janvier 1964.
Le HMS Osiris a participé à la Revue navale de 1977 au large de Spithead, pour le Jubilé d'argent de la reine, lorsqu’il faisait partie de la flottille sous-marine.
Il a été mis hors service et vendu aux Forces canadiennes en 1989 pour les pièces de rechange, puis remorqué à Birkenhead sur la rivière Mersey où le chantier naval Cammell Laird a terminé le démontage. En août 1991, ce qu’il en restait a été déplacé à Garston pour la démolition finale et mis à la ferraille en 1992.